# Thulba
Die Thulba ist ein gut 27 km langer, rechter und nördlicher Zufluss der Fränkischen Saale im unterfränkischen Landkreis Bad Kissingen.

## Name
Zwischen 780 und 802 wurde das Gewässer („iuxta Tulbam“) erstmals schriftlich erwähnt. Der Name „Thulba“ leitet sich vom indogermanischen Wort *dulbo, das „graben, aushöhlen“ bedeutet, ab. Der Fluss gab der Gemeinde Oberthulba sowie dem Ort Thulba ihre Namen.

## Geographie

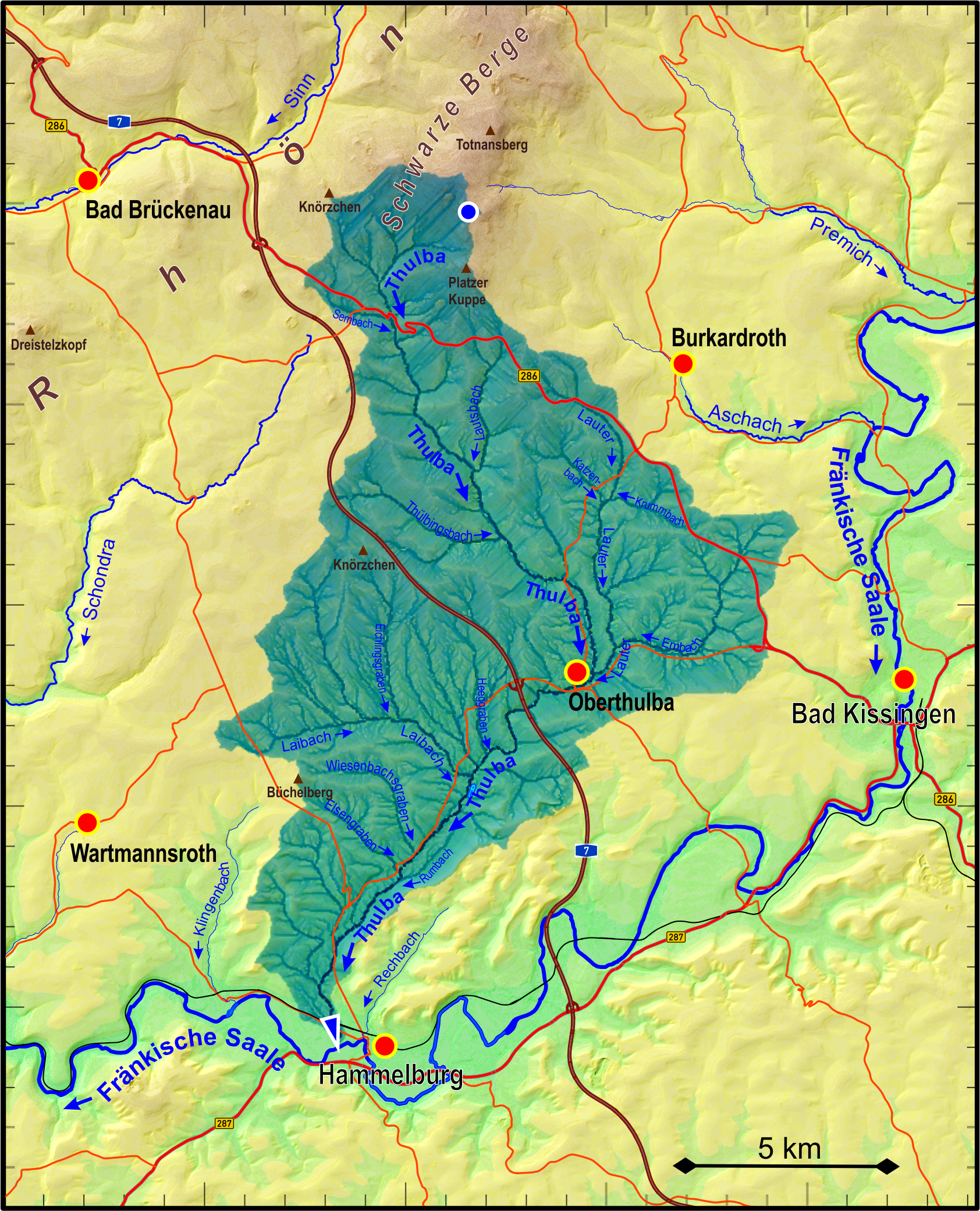
Einzugsgebiet der Thulba

### Verlauf
Die Thulba entsteht südlich der Schwarzen Berge und nördlich der Ortschaft Geroda in einem von Wald- und Wiesenflächen geprägten Gebiet.
Nachdem sich ihre Quellbäche südlich der Obermühle vereinigt haben, nimmt die Thulba ihre anfangs nach Südosten orientierte Fließrichtung auf. Unterhalb der Klostermühle erreicht sie Geroda, wo sich zwei weitere Mühlen befinden und von rechts der Sembach zufließt. Sie passiert die Ruckmühle, nordwestlich von Birkenfeld eine kleine Kläranlage und südlich davon den Festersbrunnen. Die Thulba mäandert nun durch ein tief eingeschnittenes Tal. Bei Burkardroth-Oehrberg trieb sie früher die Oehrbachsmühle an. In diesem Abschnitt wird die Thulba auch Oehrbach genannt. Nachdem sie südlich von Oehrberg eine weitere Kläranlage passiert hat, verengt sich das Oehrbachtal deutlich. Der Thülbingsbach mündet von rechts kommend nordwestlich von Oberthulba-Hassenbach, das sie südlich umfließt.
Es folgen die Nuß-Mühle, die Neu-Mühle und die Schreinersmühle, bei der die Thulba den östlichen Ortsrand von Oberthulba erreicht. Ihre Wasserführung wird dort durch die von links und Norden kommende, etwa 9,1 km lange Lauter verstärkt. Hiernach fließt sie bis zur Mündung in um Südwest schwankende Richtungen.  Etwa zwei Kilometer nach diesem Zufluss quert nach Oberthulba die Europastraße 45 Tal und Bach.
Zwischen der Reithermühle und dem Dorfende des Ortsteils Thulba von Oberthulba fließen ihr von rechts der Heeggraben und der Laibach zu und gleich danach gegenüber einem kleinen See mit Campingplatz in der linken Aue der zeitweilig trockene Heinergraben. Kurz vor der Oberen Erthals-Mühle wird mündet von rechts der am Osthang des Büchelbergs entspringende Wiesenbachsgraben, kurz nach dieser wird sie von linker Hand vom Rumbach erreicht, ein lange in der linken Aue begleitender Wasserlauf. Wenige Meter davor zweigt südlich des Hammelburger Dorfs Obererthal der Mühlgraben ab, in den gleich bei Obererthal seinerseits der Elsengraben mündet und der an der Herberts-Mühle beim Hammelburg Ortsteil Untererthal in die Thulba zurückströmt.
Unterhalb der Kessenmühle mündet die Thulba nahe der Kläranlage im Westen von Hammelburg in die Fränkische Saale.

### Einzugsgebiet
Die Thulba entwässert ein ca. 140 km² großes Gebiet am Südrand der Rhön.
Das Einzugsgebiet der Thulba grenzt im Nordwesten an das Einzugsgebiet der Schondra und im Nordosten an das der Aschach, beide ebenfalls Nebenflüsse der Fränkischen Saale.
Höchster Punkt des Einzugsgebiets der Thulba ist der 786 m hohe Farnsberg.

### Zuflüsse
- Direkte und indirekte Zuflüsse

### Flusssystem Fränkische Saale
- Fließgewässer im Flusssystem Fränkische Saale

## Natur und Umwelt

### Wassergüte
Die Thulba ist ein Gewässer, dessen biologische Gewässergüte (Saprobie) als mäßig belastet (Gewässergüteklasse II) klassifiziert ist (2001). Der Oberlauf ist in einem naturbelassenen Zustand, im Unterlauf sind dagegen einige Fließstrecken und Auenabschnitte beeinträchtigt.

### Lebewesen
Das Thulbatal wird durch weit ausgedehnte Hochstaudenfluren, feuchte Mäh- und Feuchtwiesen geprägt und beheimatet hochwertige Biotope. An den oft kalkreichen Berghängen befinden sich wertvolle Trockenstandorte und Wälder mit alten Laubholzbeständen (vor allem Erlen). Die Auebereiche entlang der mäandernden Thulba bieten Lebensraum für viele Tier- und Pflanzenarten.

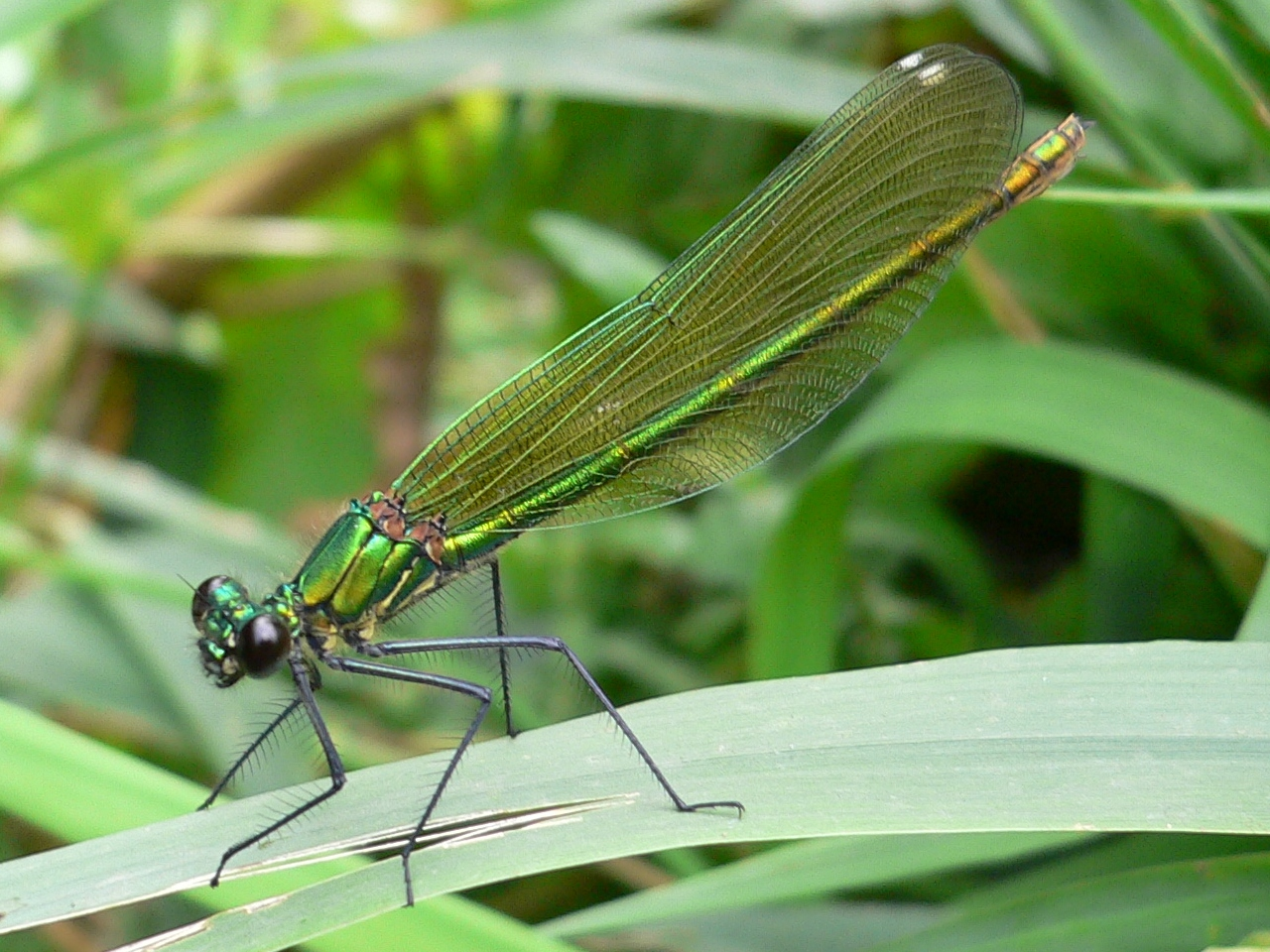
Prachtlibelle
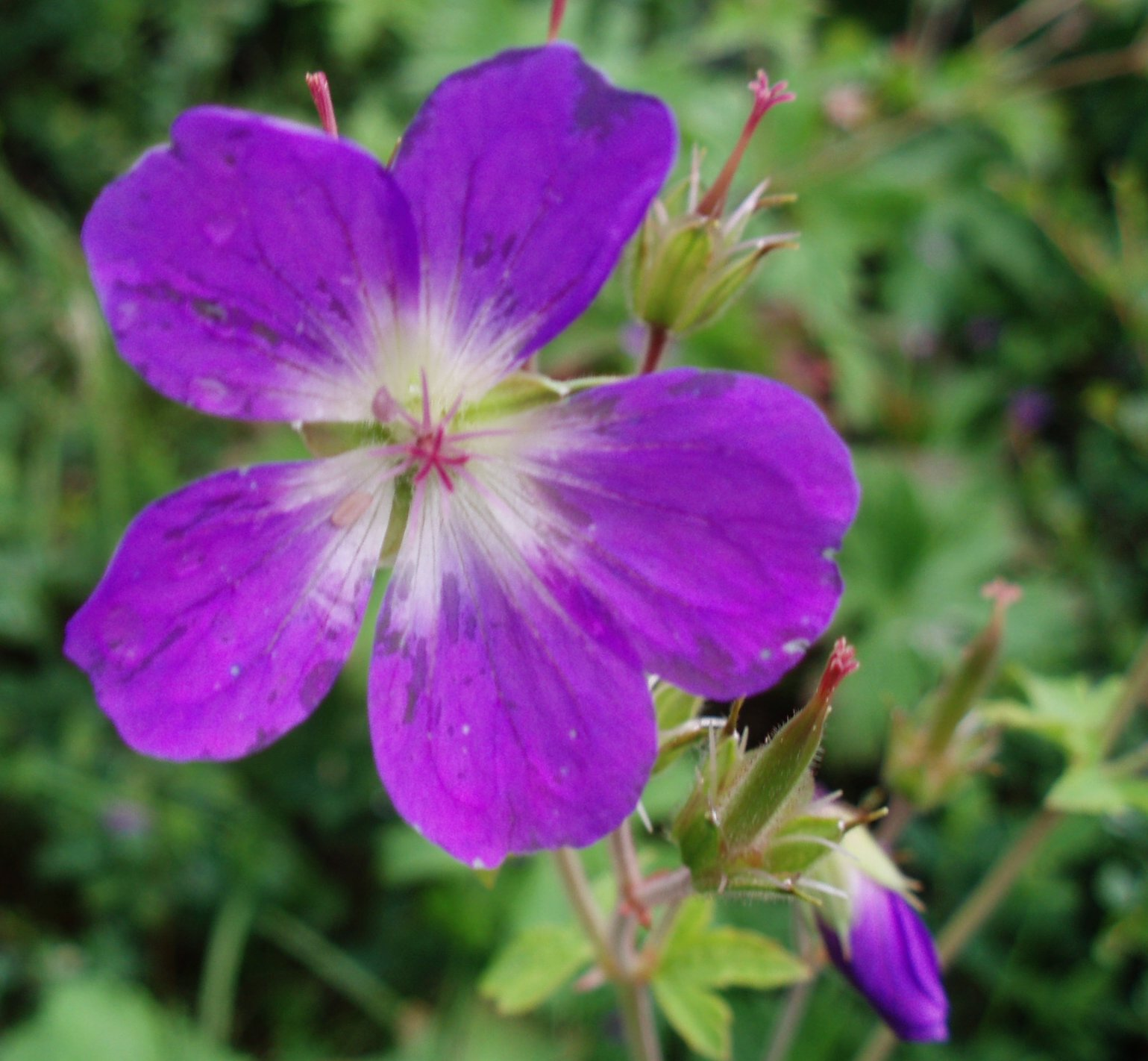
Wald-Storchschnabel

#### Fauna
Die ufernahen Bereiche der Thulba-Aue sind auch Lebensraum für typische Insekten- und Vogelarten wie Prachtlibelle, Sumpfschrecke und Eisvogel. In der Thulba kommen Äsche, Bachforelle, Bachneunauge, Bachschmerle, Barbe, Elritze, Flussbarsch, Gründling, Hasel, Mühlkoppe, Nase, Regenbogenforelle und Rotauge vor, vereinzelt auch der Edelkrebs.

#### Flora
Die feuchten Wiesenbereiche und die trockenen, kalkreichen Berghänge sind Standort spezialisierter Pflanzenarten wie:
- Oberlauf: (Wald-Storchschnabel, Heidelbeere, Rote Lichtnelke und Grün-Erle)
- Unterlauf: (Gewöhnliche Küchenschelle und Apenninen-Sonnenröschen) Roßkümmel
- Gesamter Flusslauf: (Vielblättrige Lupine, Indisches Springkraut, Riesen-Bärenklau und Gewöhnlicher Salzschwaden)